# Laura Dean
Laura Dean (* 27. Mai 1963 in New York, New York; eigentlich Laura Francine Deutscher) ist eine US-amerikanische Tänzerin, Schauspielerin und Synchronsprecherin. Bekanntheit erlangte sie durch ihre Mitwirkung in dem Spielfilm Fame – Der Weg zum Ruhm (1980).

## Biografie
Die Tochter von Barbara Deutscher, einer High-School-Lehrerin für Stenografie und Maschinenschreiben, wuchs mit zwei älteren Schwestern auf. Laura Deans Eltern trennten sich, als sie zwei Jahre alt war. Die Familie litt unter finanziellen Schwierigkeiten, woraufhin die Mutter ihre Töchter früh bei der Erwirtschaftung des Lebensunterhalts miteinspannte und in der Fernsehwerbung und bei Kinderschönheitswettbewerben auftreten ließ. Ihre Großmutter machte Dean zwei Jahre älter, damit sie im Alter von fünf Jahren ihren ersten Vertrag für eine Tournee des Stückes The Sound of Music unterschreiben konnte (erst mit sieben Jahren durfte man der amerikanischen Schauspielergewerkschaft Actors’ Equity beitreten). Auch ging sie mit den Stücken Bye Bye Birdie, The Me Nobody Knows und Gypsy auf Tournee. Im Alter zwischen 10 und 15 Jahren sang Dean mit der New York City Opera und erschien in Carmen, La Bohème, Die tote Stadt und Mefistofele. Als 13-Jährige war sie die Zweitbesetzung für die Titelrolle der Annie (Goodspeed Opera House, Connecticut). Als Solistin war Dean als Flora in Benjamin Brittens Turn of the Screw und in John Guares Landscape of the Body am New Yorker Public Theatre (1978) zu sehen.
Später besuchte Dean die New Yorker High School of Performing Arts. Internationale Bekanntheit brachte ihr 1980 Alan Parkers Fame – Der Weg zum Ruhm ein. Der Musicalfilm schildert in fünf Episoden (Aufnahmeprüfungen und vier Semester) den Werdegang einer Gruppe von Schülern der New Yorker High School of Performing Arts. Dean übernahm die Rolle der naiven Ballettschülerin Lisa Morgan, deren Talent für eine Tanzkarriere nicht ausreicht. Sie war das jüngste Mitglied des Darstellerensembles um Irene Cara, Paul McCrane, Maureen Teefy, Antonia Franceschi, Eugene Anthony Ray, Barry Miller und Lee Curreri und noch Schülerin der High School of Performing Arts. „Fame repräsentierte für mich ein lebendes Jahrbuch, da so viele der Nebenfiguren meine Klassenkameraden waren“, so Dean, die die Ausbildung an der Kunsthochschule gemeinsam mit Ray begonnen hatte.
Fame, das die Sorgen, Nöte und Träume von aufstrebenden Tänzern, Sängern, Schauspielern und Musikern zeigt, war großer Erfolg beim Publikum und Lob seitens der Kritiker beschieden. Der Film wurde mit zwei Oscars und einem Golden Globe Award ausgezeichnet und ließ Werke ähnlicher Thematik (Flashdance, 1983; Footloose, 1984) und eine gleichnamige Fernsehserie (1982–1987) folgen. 1980 verklagte Dean erfolgreich ihre Mutter wegen Veruntreuung auf Schadenersatz in Höhe von 250.000 US-Dollar; eine Summe, die die damals 17-Jährige als bisherige Einkünfte aus dem Show Business angab. Nach dem Abschluss an der High School of Performing Arts brach sie einen College-Besuch nach nur vier Tagen ab. Auch lehnte sie nach Fame viele gleichartige Rollenangebote ab. 1983 übernahm sie den mit viel Kritikerlob bedachten Part der einfältigen blonden Cheerleaderin Boopsie in der Uraufführung des Broadway-Musicals Doonesbury am New Yorker Biltmore Theatre.
Sie erschien in weiteren Spielfilmen wie der Fernsehproduktion Soup for One (1982) oder der Liebeskomödie Nichts wie weg (1985), konnte aber nicht an den frühen Filmerfolg anknüpfen. 1993 war Dean die Zweitbesetzung der Mrs. Walker in der Originalaufführung des erfolgreichen Broadway-Musicals The Who’s Tommy (St. James Theatre). 1997 erhielt sie den wiederkehrenden Part der Sophie in der Serie Friends. 2002 gehörte Dean zum weiblichen Ensemble des Oscar-prämierten Musicals Chicago. Seit Mitte der 1980er Jahre ist sie vorwiegend als Synchronsprecherin für Fernsehtrickfilme und -serien wie My Little Pony, Galaxy Rangers (beide 1986) oder Starla und die Kristallretter (1995) tätig.
Laura Dean ist mit einem Arzt verheiratet und lebt in New York. Sie ist Mutter zweier Kinder.

## Filmografie
- 1980: Fame – Der Weg zum Ruhm (Fame)
- 1980: Apocalypse domani
- 1982: Soup for One
- 1983: Doonesbury: A Broadway Musical
- 1985: Nichts wie weg (Almost You)
- 1993: Digital Love (Emmanuelle au 7ème ciel)
- 1997: Friends (Fernsehserie; vier Episoden)
- 2002: Chicago